# Очищення газу
Очищення газу (рос. очистка газа; англ. gas treating, gas cleaning, gas scrubbing, нім. Gasreinigen n, Gasreinigung f) – вилучення з газу компонентів, що ускладнюють використання його як палива та сировини чи забруднюють довкілля. До таких компонентів належать H2S, CO2, SO2, меркаптани, COS, CS2 та інші. За світовими стандартами вміст H2S у використовуваному природному газі допускається до 5,7 мг/м3, загальної сірки до 50 мг/м3, СО2 до 3–5% за об’ємом. У газах, що випускаються в атмосферу, загальний вміст шкідливих домішок допускається до 500 ppm (часток на мільйон). З іншого боку, компоненти є цінною хімічною сировиною. 
Технологічний процес О.г. включає абсорбцію (адсорбцію) і десорбцію. Абсорбційні методи О.г. основані на поглинанні домішкових компонентів розчинниками з утворенням легкорозкладних хімічних сполук (хімічна абсорбція) або фізичних розчинів (фізична абсорбція). Адсорбційний методи основані на поглинанні домішкових компонентів поверхнею твердих речовин – адсорбентів. У процесі десорбції виділяються поглинуті компоненти і відновлюється поглинальна здатність сорбентів. H2S i CO2 в абсорбційних процесах поглинаються одночасно; за вмісту їх у вхідному газі приблизно до 4% застосовуються хімічні поглиначі (аміни, розчини солей лужних металів і амінокислот); за вмісту понад 4-5% – фізичні розчинники (охолоджений метанол, N-метилпіролідон, пропіленкарбонат, діметиловий ефір поліетиленгліколю, суміш сульфолану і діазопропаноламіну, трибутилфосфат), меркаптани вилучаються вуглеводневими рідинами при низьких температурах і адсорбцією на цеолітах, COS i CS2 – фізичними розчинниками. Перевага хімічних розчинників – тонке О.г., недоліки – високі експлуатаційні витрати за великого вмісту домішкових компонентів і утворення нерегенерованих сполук із деякими з них (наприклад, моноетаноламіну з COS i CS2). Перевага фізичних розчинників: одночасне вилучення усіх домішкових компонентів, низькі експлуатаційні витрати при О.г. від великих кількостей різноманітних домішок; недоліки: розчинність вуглеводневих компонентів і іноді недостатня глибина вилучення окремих компонентів. О.г. включає також переробку продуктів десорбції в товарні продукти. При О.г. від невеликих кількостей Н2S використовують процеси прямої конверсії, при цьому Н2S у процесі абсорбції поглинається носієм кисню в лужному розчині, а в процесі десорбції окислюється киснем повітря до елементарної сірки, іноді очищуваний газ приводять у контакт з 90 – 95%-ним водним розчином ді- або триетиленгліколю, котрий насичений SO2, з яким при абсорції Н2S вступає в реакцію з утворенням S, вода при цьому діє як каталізатор. Процеси прямої конверсії доцільно застосовувати при виході S до 10 – 15 т на добу, за великих виходів вони стають неекономічними. При невеликих кількостях в газах сірчистих компонентів використовуються процеси гідрогенізації (реакції з Н2), в результаті чого всі домішки перетворюються в Н2S, очищення від якого найбільш розроблено. 